# Espace urbain Est
L’espace urbain Est est un espace urbain  qui s'étend sur les départements français suivants : Ardennes, Côte-d'Or, Doubs, Jura, Meurthe-et-Moselle, Meuse, Moselle, Bas-Rhin, Haut-Rhin, Haute-Saône, Saône-et-Loire, Vosges et Territoire de Belfort. Cet espace urbain est dit international car il inclut des aires urbaines en Belgique, au Luxembourg, en Allemagne et en Suisse. 

## Description
Les aires urbaines françaises qui le composent sont celles de Strasbourg, Mulhouse, Nancy, Metz, Dijon, Besançon qui sont des communautés urbaines  car regroupant plus de 250 000 habitants, puis les aires urbaines de Belfort, Colmar, Montbéliard, Chalon-sur-Saône, ... qui sont sous la barre des 200.000 habitants. Selon la hiérarchie démographique des régions françaises, il s'agit du deuxième plus grand espace urbain de France représentant 4 896 124 habitants en 1999.